# Hans Smees
Hans Smees (Harreveld, 3 agosto 1970) è un pilota motociclistico olandese, ritiratosi dall'attività agonistica.

## Carriera
La sua carriera nel mondo del motociclismo è iniziata nel 1996 nelle competizioni nazionali olandesi per passare in seguito alle gare del campionato Europeo Velocità dove è stato presente in varie edizioni dal 1998 in cui ha gareggiato nella categoria "Supermono", al 2007 in classe 250 dove si è classificato al terzo posto finale, nel 2005, nella classe 250, conquista due piazzamenti a podio consecutivi.
Per quanto riguarda il motomondiale le sue presenze sono state sempre grazie a wild card ricevute principalmente in occasione del Gran Premio motociclistico d'Olanda. Ha preso il via in cinque gran premi tra il 2003 e il 2007 guidando dapprima motociclette Honda ed in seguito Aprilia, senza riuscire però ad ottenere piazzamenti tali da ottenere punti validi per la classifica iridata. Terminata la propria carriera agonistica, rimane nel mondo del motociclismo svolgendo il ruolo di meccanico, oltre a mansioni coordinative.

## Risultati nel motomondiale
| 2003 | Classe | Moto  |  |  |  |  |  |  |    |  |  |  |  |  |  |  |  |  |  |  | Punti | Pos. |
| ---- | ------ | ----- |  |  |  |  |  |  | -- |  |  |  |  |  |  |  |  |  |  |  | ----- | ---- |
| 2003 | 250    | Honda |  |  |  |  |  |  | 22 |  |  |  |  |  |  |  |  |  |  |  | 0     |      |

| 2004 | Classe | Moto            |  |  |  |  |  |    |  |  |  |  |  |  |  |  |  |    |  |  | Punti | Pos. |
| ---- | ------ | --------------- |  |  |  |  |  | -- |  |  |  |  |  |  |  |  |  | -- |  |  | ----- | ---- |
| 2004 | 250    | Honda e Aprilia |  |  |  |  |  | NQ |  |  |  |  |  |  |  |  |  | 21 |  |  | 0     |      |

| 2005 | Classe | Moto    |  |  |  |  |  |  |    |    |  |  |  |  |  |  |  |  |  |  | Punti | Pos. |
| ---- | ------ | ------- |  |  |  |  |  |  | -- | -- |  |  |  |  |  |  |  |  |  |  | ----- | ---- |
| 2005 | 250    | Aprilia |  |  |  |  |  |  | 23 | NE |  |  |  |  |  |  |  |  |  |  | 0     |      |

| 2006 | Classe | Moto    |    |  |  |  |  |  |  |  |  |  |    |  |  |  |  |  |  |  | Punti | Pos. |
| ---- | ------ | ------- | -- |  |  |  |  |  |  |  |  |  | -- |  |  |  |  |  |  |  | ----- | ---- |
| 2006 | 250    | Aprilia | 17 |  |  |  |  |  |  |  |  |  | NE |  |  |  |  |  |  |  | 0     |      |

| 2007 | Classe | Moto    |  |  |  |  |  |  |  |  |     |  |    |  |  |  |  |  |  |  | Punti | Pos. |
| ---- | ------ | ------- |  |  |  |  |  |  |  |  | --- |  | -- |  |  |  |  |  |  |  | ----- | ---- |
| 2007 | 250    | Aprilia |  |  |  |  |  |  |  |  | Rit |  | NE |  |  |  |  |  |  |  | 0     |      |

| Legenda | 1º posto        | 2º posto            | 3º posto            | A punti      | Senza punti        | Grassetto – Pole position Corsivo – Giro più veloce |
| Legenda | Gara non valida | Non qual./Non part. | Ritirato/Non class. | Squalificato | '-' Dato non disp. | Grassetto – Pole position Corsivo – Giro più veloce |